# Ctenella chagius
Espèce
Statut CITES
Ctenella chagius est une espèce de coraux appartenant à la famille des Euphylliidae.